# Terrace House: Aloha State
Terrace House: Boys & Girls in the City Terrace House: Opening New Doors
Terrace House: Aloha State (テラスハウス アロハ ステート) est une série de télé-réalité japonaise. 
Elle a été créée par Netflix , le 1er novembre 2016. C'est une co-production de Netflix et de Fuji, et est également diffusée sur Fuji Television au Japon. C'est la première édition d'outre-mer de Terrace House.

## Acteurs

### Principaux
| №  | Nom                         | Nom                          | Nom             | Occupation                     | Date de naissance | Âge* | Apparition | Apparition |
| №  | Anglais                     | Japonais                     | Surnom          | Occupation                     | Date de naissance | Âge* | Éps        | #          |
| -- | --------------------------- | ---------------------------- | --------------- | ------------------------------ | ----------------- | ---- | ---------- | ---------- |
| 01 | Lauren Tsai                 | ローレン・サイ               | Lauren          | Aspirante illustratrice/modèle | 11/02/1998        | 18   | 01–17      | 17         |
| 02 | Yuya Shibusawa              | 澁澤侑哉                     | Yuya            | Aspirant acteur                | 20/01/1998        | 18   | 01–22      | 22         |
| 03 | Avian Ku                    | エビアン・クー               | Avian           | Vendeur                        | 04/08/1990        | 26   | 01–22      | 22         |
| 04 | Eric De Mendonca            | エリック デ メンドンサ       | Eric            | Charpentier                    | 11/08/1989        | 27   | 01–12      | 12         |
| 05 | Naomi Lorraine Frank        | フランク奈緒美ロレイン       | Naomi           | Non décidée                    | 09/01/1993        | 23   | 01–10      | 10         |
| 06 | Yusuke Aizawa               | 鮎澤悠介                     | Yusuke/Eden Kai | Musicien / joueur d'ukulele    | 24/09/1998        | 18   | 01–10      | 10         |
| 07 | Anna Haneishi               | 羽石杏奈                     | Anna            | À temps partiel                | 13/09/1994        | 22   | 10–25      | 16         |
| 08 | Taishi Tamaki               | 玉城大志                     | Taishi          | Acteur                         | 21/06/1987        | 29   | 10–36      | 27         |
| 09 | Guy Sato                    | 佐藤魁                       | Guy             | Surfer professionnel           | 17/11/1996        | 20   | 12–30      | 19         |
| 10 | Niki Niwa                   | 丹羽仁希                     | Niki            | Étudiante                      | 15/10/1996        | 20   | 17–25      | 9          |
| 11 | Cheri Maria Sumikawa Lavoie | シェリ・マリア・澄川・ラボエ | Cheri           | Agente immobilière             | 24/03/1991        | 25   | 22–36      | 15         |
| 12 | Wesley Nakajima             | 中嶋ウェスリー               | Wez             | Rappeur                        | 01/03/1988        | 29   | 22–36      | 15         |
| 13 | Jennifer Mila Hasegawa      | 長谷川 ジェニファー ミラ     | Mila            | Non décidée                    | 07/07/1997        | 19   | 25–30      | 6          |
| 14 | Chikako Fukuyama            | 福山智可子                   | Chika           | Réceptionniste de spa          | 08/11/1988        | 28   | 26–36      | 11         |
| 15 | Mariko Nitta                | 新田満里子                   | Mariko          | Banquière                      | 18/09/1991        | 25   | 30–36      | 7          |
| 16 | Ryo Sekikawa                | 関川良                       | Ryo             | Revendeur                      | 07/12/1990        | 26   | 30–36      | 7          |

### Célébrités
| Nom                    | Japonais | Acteur                 |
| ---------------------- | -------- | ---------------------- |
| Seina Shimabukuro (en) | 島袋聖南 | Boys x Girls Next Door |
| Daiki Ito              | 伊東大輝 | Boys x Girls Next Door |